# Ландер, Лусеро
Лусеро Ландер (исп. Lucero Lander; 14 февраля 1963, Мехико, Мексика) — мексиканская актриса, внёсшая вклад в развитие мексиканских телесериалов.

## Биография
Родилась 14 февраля 1963 года в Мехико. С детства мечтала стать актрисой, и поэтому после окончания средней школы поступила в CEA при телекомпании Televisa на актёрский факультет, этого ей показалось мало, она поступает на литературный факультет в UNAM. В мексиканском кинематографе дебютировала в 1983 году и с тех пор снялась в 40 работах в кино и телесериалах. Телесериалы «Искорка», «Пятнадцатилетняя», «Моя вторая мама», «Мария Мерседес», «Мне не жить без тебя», «Шалунья», «Наперекор судьбе», «Во имя любви» и «Трижды Ана» оказались наиболее успешными телесериалами с её участием, ибо данные телесериалы были проданы во многих странах мира.

## Личная жизнь
Лусеро Ландер вышла замуж за музыканта Луиса Аугусто и родила от него двух двоих дочерей, одна из которых пошла по стопам своей матери — Ана Белен Ландер (10.08.1988). Ана снимается в кино и телесериалах, принимала участие на ведущих ролях в ситкомах «Роза Гваделупе» и «Как говорится».

## Фильмография
1. Девочка моего сердца (сериал, 2010) Niña de mi corazón … Eloísa (2010)
2. Трижды Ана (сериал, 2016) Tres veces Ana … Miranda
3. Дуэль (2013) Detrás del Poder … Minerva
4. Буря (сериал, 2013) La Tempestad … Delfina de Salazar
5. Сегодня ночью с Платанито (сериал, 2013 — …) Noches con Platanito
6. Убежище для любви (сериал, 2012) Un refugio para el amor … Doctora Hauser
7. Неприспособленные (2011) Los inadaptados … Martha — Mamá
8. Сила судьбы (сериал, 2011) La fuerza del destino … Esther
9. Как говорится (сериал, 2011 — …) Como dice el dicho … Claudia
10. Хамелеоны (сериал, 2009 — …) Camaleones … Florencia de Santoscoy
11. Роза Гваделупе (сериал, 2008 — …) La rosa de Guadalupe … Berta
12. Во имя любви (сериал, 2008—2009) En nombre del amor … Inés Cortázar
13. Терминал (сериал, 2008—2009) Terminales
14. Женщины-убийцы (сериал, 2008 — …) Mujeres asesinas … Cecilia
15. Девочки, как вы (сериал, 2007) Muchachitas como tú … Esperanza Fernández
16. Рассвет (сериал, 2005 — …) Alborada … Sor Teresa
17. Наперекор судьбе (сериал, 2005) Contra viento y marea … Inés Soler
18. Мятежники (сериал, 2004—2006) Rebelde … Dr. Reyes
19. Сердца на пределе (сериал, 2004) Corazones al límite … Julieta
20. Малышка Эми (сериал, 2004) Amy, la niña de la mochila azul … Perla de Granados
21. Класс 406 (сериал, 2002—2003) Clase 406 … Dora Del Moral
22. Игра жизни (сериал, 2001—2002) El juego de la vida … Lucía Álvarez
23. Красивая женщина (мини-сериал, 2001) Mujer bonita … Dra, Garibay
24. Первая любовь (сериал, 2000—2001) Primer amor… a mil por hora … Inés
25. Три женщины (сериал, 1999—2000) Tres mujeres … Genoveva
26. Что происходит с нами? (сериал, 1998—1999) ¿Qué nos pasa?
27. Шалунья (сериал, 1997—1998) Mi pequeña traviesa … Sofía
28. Любимый враг (сериал, 1997) Amada enemiga … Alicia
29. Мне не жить без тебя (сериал, 1996) Te sigo amando … Asistente de Fabiana Robles
30. Кристальная империя (сериал, 1994) Imperio de cristal … Diana
31. Между жизнью и смертью (сериал, 1993) Entre la vida y la muerte … Paloma
32. Мария Мерседес (сериал, 1992) María Mercedes … Karime
33. Правосудие никого (1991) Justicia de nadie
34. Пойманная (сериал, 1991) Atrapada … Elisa
35. Когда приходит любовь (сериал, 1990) Cuando llega el amor … Ángela
36. Моя вторая мама (сериал, 1989) Mi segunda madre … Lucía
37. Пятнадцатилетняя (сериал, 1987) Quinceañera … Alicia
38. Марионетка (сериал, 1986) Marionetas … Mariana (1986)
39. Женщина, случаи из реальной жизни (сериал, 1985 — …) Mujer, casos de la vida real
40. Искорка (сериал, 1983) Chispita